# Diego Luna
Diego Luna, född 29 december 1979 i Mexico City, är en mexikansk skådespelare, regissör och filmproducent.
Han är mest känd för sin roll som Cassian i Rogue One: A Star Wars Story.
Han är bästa kompis med den mexikanske skådespelaren Gael Garcia Bernal.
Luna har medverkat i ett 40-tal film- och TV-produktioner, den första redan vid två års ålder. 

## Filmografi, utval
- 2001 – Din morsa också!
- 2002 – Frida
- 2002 – Vampires: Los Muertos
- 2003 – Soldiers of Salamina
- 2003 – Open Range
- 2004 – Dirty Dancing: Havana Nights
- 2004 – The Terminal
- 2004 – Criminal
- 2006 – Mister Lonely
- 2008 – Milk
- 2012 – Casa de mi Padre
- 2012 – Contraband
- 2013 – Elysium
- 2014 – Cesar Chávez
- 2014 – Manolos magiska resa (röst)
- 2015 – Blood Father
- 2016 – Rogue One: A Star Wars Story
- 2016 – The Bad Batch
- 2025 – Kiss of the Spider Woman